# Дворжачек, Владимир
Владимир Дворжачек (чеш. Vladimír Dvořáček; 29 октября 1934, Пардубице, Чехословацкая республика — 28 декабря 1983) — чехословацкий хоккеист, вратарь. Серебряный призёр чемпионата Европы 1960 года.

## Биография
Владимир Дворжачек всю свою хоккейную карьеру провёл в одной команде: «Тесла» (Пардубице). В 1960 году помог команде завоевать бронзовые медали чехословацкого чемпионата. Это были первые медали пардубицкой команды в своей истории. Также защищал ворота сборной Чехословакии на Олимпийских играх 1960 года в Скво-Вэлли. Чехословацкая команда заняла 4 место на турнире, что принесло ей серебряные медали чемпионата Европы. Всего за сборную провёл 4 игры. В 1964 году уступил место в воротах пардубицкого клуба Мирославу Лацки и завершил выступления. Его номер выведен из обращения и свитер Владимира Дворжачека с номером 20 висит под сводом арены в Пардубице.